# 克里夫蘭鎮區 (密歇根州)
克里夫蘭鎮區（英語：Cleveland Township）是位於美國密歇根州利勒諾縣的一個行政鎮區。

## 地方資料
克里夫蘭鎮區的面積為183.00平方千米，當中陸地面積為80.20平方千米，而水域面積為102.80平方千米。根據2020年美國人口普查的數據，當地共有人口1103人，而人口密度為每平方千米6.03人。